# Loise (rivière)
La Loise est une rivière française des départements Loire et Rhône en région Auvergne-Rhône-Alpes (en ancienne région Rhône-Alpes), et un affluent droit de la Loire.

## Géographie

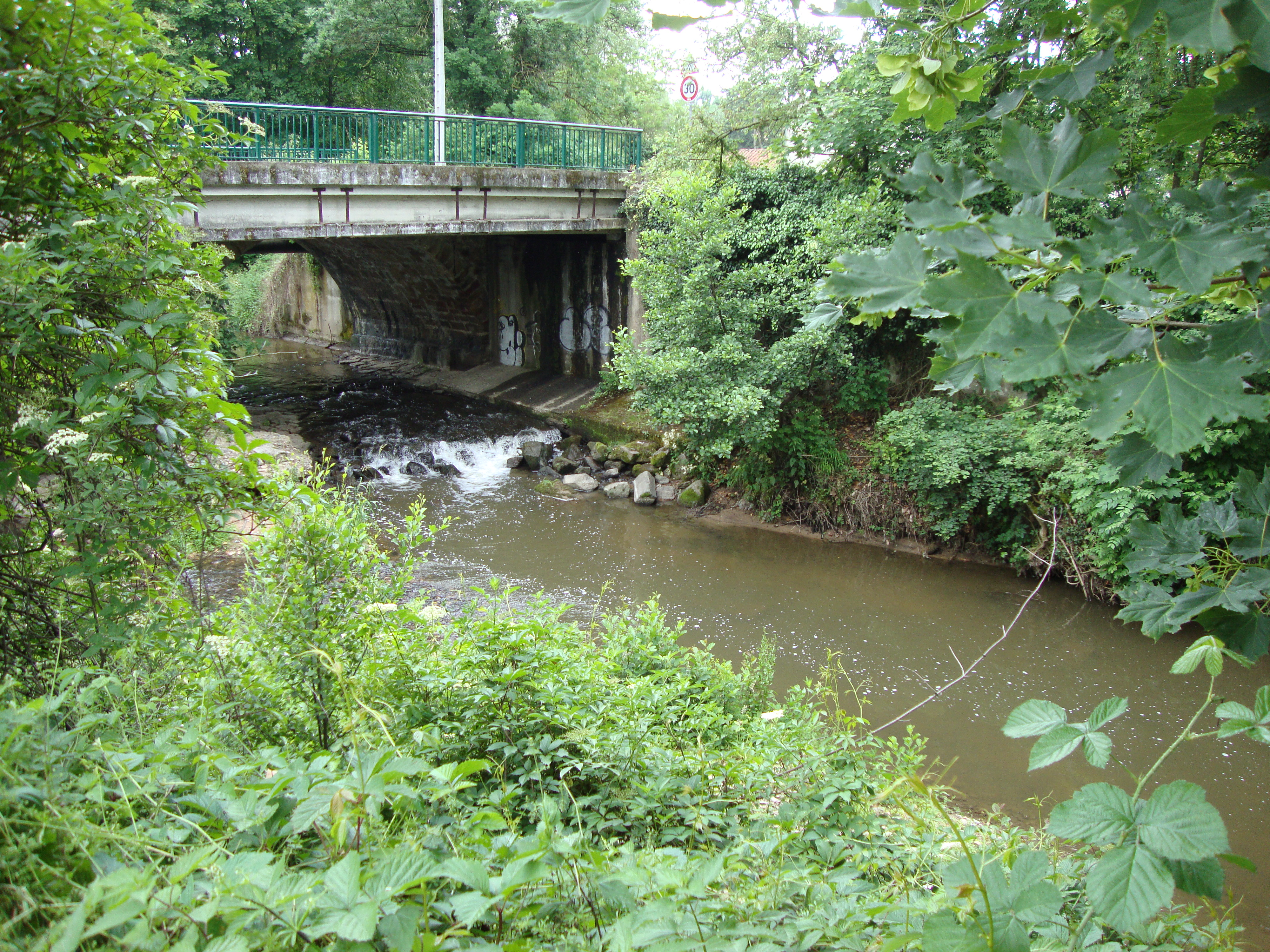
Un des ponts sur la Loise à Feurs.

De 24,9 kilomètres de longueur, la Loise prend sa source sur la commune de Villechenève, au lieu-dit l'Étang, à 710 mètres d'altitude.
La Loise coule globalement de l'est vers le sud-ouest, dans la région naturelle du Forez.
La Loise conflue, en rive droite de la Loire, sur la commune de Feurs, à 321 mètres d'altitude.
Les cours d'eau voisins sont, dans le sens des aiguilles d'une montre, le Chanasson avec le Sault au nord, la Turdine au nord-est, le Cosne à l'est, la Brévenne au sud-est, le Garollet 14,7 km, et au sud-ouest, à l'ouest et au nord-ouest la Loire.

### Communes et cantons traversés
Dans les deux département de la Loire (42) et du Rhône (69), la Loise traverse les neuf communes suivantes, dans le sens amont vers aval, de Villechenève (source), Chambost-Longessaigne, Panissières, Essertines-en-Donzy, Jas, Salt-en-Donzy, Salvizinet, Civens, Feurs (confluence).
Soit en termes de cantons, la Loise traverse deux cantons, prend source dans le canton de L'Arbresle, conflue dans le canton de Feurs  le tout dans les deux arrondissement de Villefranche-sur-Saône et arrondissement de Montbrison.

### Bassin versant
La Loise traverse une seule zone hydrographique « La Loise & ses affluents » (K071) pour une superficie de 146 km2. Ce bassin versant est composé à 79,62 % de « territoires agricoles », à 15,75 % de « forêts et milieux semi-naturels », à 3,82 % de « territoires artificialisés », à 0,68 % de « surfaces en eau ».

### Organisme gestionnaire
L'organisme gestionnaire est l'EPTB Loire.

### Climat
Le climat à la commune de confluence, Feurs, est semi-continental d'abri (Cfb sur la classification de Köppen : "climat tempéré chaud, sans saison sèche, à été tempéré"). La pluviométrie relativement faible (721 mm par an en moyenne) s'explique par l'ombre pluviométrique créée par les monts du Forez à l'ouest et au sud, directement liée à l'effet de foehn. C'est aussi lors des phénomènes de fœhn que la plaine du Forez est soumise à des températures anormalement élevées pour la saison, lorsque le vent du Midi souffle.
La température annuelle s'élève à 10,8 °C avec une moyenne de 2,2 °C en janvier et 19,8 °C en juillet. Le mois de février est le plus sec avec 41 mm/mois et juin le plus humide avec 85 mm/mois.
| Mois                              | jan. | fév. | mars | avril | mai  | juin | jui. | août | sep. | oct. | nov. | déc. | année |
| --------------------------------- | ---- | ---- | ---- | ----- | ---- | ---- | ---- | ---- | ---- | ---- | ---- | ---- | ----- |
| Température minimale moyenne (°C) | −1,1 | −0,5 | 2    | 4,5   | 8,3  | 11,7 | 13,8 | 13,3 | 10,8 | 6,7  | 3    | 0,1  | 6,1   |
| Température moyenne (°C)          | 2,2  | 3,5  | 7,1  | 9,8   | 13,8 | 17,4 | 19,8 | 19,2 | 16,2 | 11,3 | 6,5  | 3,1  | 10,8  |
| Température maximale moyenne (°C) | 5,5  | 7,5  | 12,2 | 15,2  | 19,3 | 23,1 | 25,8 | 25,2 | 21,7 | 15,9 | 10   | 6,1  | 15,6  |
| Précipitations (mm)               | 43   | 41   | 46   | 51    | 78   | 85   | 58   | 76   | 77   | 62   | 59   | 45   | 721   |

| Diagramme climatique                                  |           |         |           |           |            |            |            |            |           |       |          |
| J                                                     | F         | M       | A         | M         | J          | J          | A          | S          | O         | N     | D        |
| 5,5−1,143                                             | 7,5−0,541 | 12,2246 | 15,24,551 | 19,38,378 | 23,111,785 | 25,813,858 | 25,213,376 | 21,710,877 | 15,96,762 | 10359 | 6,10,145 |
| Moyennes : • Temp. maxi et mini °C • Précipitation mm |           |         |           |           |            |            |            |            |           |       |          |

## Affluents
La Loise a neuf tronçons affluents référencés :
- Un cours d‘eau (non nommé) (rg[note 1]),  0,7 km[sandre 2]sur la seule commune de Villecheneve.
- Les Granges (rg), 9,2 km[sandre 3] sur les quatre communes de Essertines-en-Donzy (confluence), Longessaigne, Villechenève (source) et Chambost-Longessaigne.
- Un cours d‘eau (non nommé) (rg), 0,8 km[sandre 4]sur la seule commune de Essertines-en-Donzy.
- Le Vernailles (rd), 2,9 km[sandre 5]sur les trois communes de Panissières, Essertines-en-Donzy et Jas.
- La Doise ou ruisseau du Charnay (rg), 16,1 km[sandre 6]sur les sept communes de Longessaigne, Chambost-Longessaigne ,Salt-en-Donzy ,Saint-Clément-les-Places, Saint-Martin-Lestra, Jas et Saint-Barthelemy-Lestra, de rang de Strahler deux, avec sept affluents : 
  - Un cours d‘eau (non nommé) (rg), 0,7 km[sandre 7] sur les communes de Longessaigne et Saint-Clément-les-Places.
  - Le ruisseau de Goutaillon (rg), 1,8 km[sandre 8] sur la commune de Saint-Martin-Lestra.
  - Le ruisseau de Pergerand (rg), 2,2 km[sandre 9] sur la commune de Saint-Martin-Lestra.
  - Un cours d‘eau (non nommé) (rg), 0,7 km[sandre 10] sur les communes de Saint-Martin-Lestra et Saint-Barthelemy-Lestra.
  - Un cours d‘eau (non nommé) (rg), 0,8 km[sandre 11] sur les communes de Jas et Saint-Barthelemy-Lestra.
  - la Goutte selon Géoportail (rg), 0,7 km[sandre 12] sur les communes de Jas et Saint-Barthelemy-Lestra.
  - Le ruisseau du Pisay (rd), 2,0 km[sandre 13] sur la commune de Jas.
- La Charpassonne (rd), 16,4 km[sandre 14]sur les sept communes de  Montchal, Panissieres, Bussieres, Salvizinet, Salt-en-Donzy, Cottance et Sainte-Agathe-en-Donzy, de rang de Strahler trois, avec sept affluents : 
  - Le Carrat (rg), 3,8 km[sandre 15]sur les communes de Violay, Montchal et Sainte-Agathe-en-Donzy.
  - Le Moulin Piquet (rg), 5,9 km[sandre 16]sur les communes de Montchal et Panissieres, avec un affluent :
    - le Fontbonne (rg), 4,9 km sur les quatre communes de Violay, Montchal, Villechenève, Panissières.

  - Le Panissières (rg), 3,2 km[sandre 17]sur la commune de Panissières.
  - Les Charmettes (rg), 3,8 km[sandre 18]sur les communes de Panissieres, Salvinizet et Cottance.
  - Le ruisseau de la Valette (rg), 1,5 km[sandre 19]sur la commune de Salvinizet, avec un affluent :
    - un cours d'eau non nommé (rd), 0,9 km sur les deux communes de panissières et Salvizinet.

  - Un cours d‘eau (non nommé) (rg), 0,4 km[sandre 20]sur la commune de Salvinizet.
  - Un cours d‘eau (non nommé) (rg), 0,8 km[sandre 21]sur la commune de Salt-en-Donzy.
- Un cours d‘eau (non nommé) (rd), 1,5 km[sandre 22]sur les communes de Feurs et Salvinizet.
- La Goutte Fougère (rd), 4,6 km[sandre 23]sur les trois communes de Salvinizet, Civens (confluence) et Cottance (source).
- Le ruisseau le Béal, bras gauche de 2,6 km[sandre 24]sur la seule commune de Feurs.

Le rang de Strahler est donc de quatre.

## Hydrologie

### La Loise à Salt-en-Donzy
La station K0714010 - La Loise à Salt-en-Donzy, a fonctionné onze ans de 1972 à 1983, pour un bassin versant de 68 km2, à 375 m d'altitude.
Le module à Salt-en-Donzy est de 0,714 m3/s.
Le régime hydrologique est donc de type régime pluvial.

### Étiage ou basses eaux
À l'étiage, c'est-à-dire aux basses eaux, le VCN3, ou débit minimal du cours d'eau enregistré pendant trois jours consécutifs sur un mois, en cas de quinquennale sèche s'établit à 0,004 m3/s,.

### Crues
Sur cette courte période d'observation de onze ans, le débit journalier maximal a été observé le 31 juillet 1977 pour 10,70 m3/s. Le débit instantané maximal a été observé le 31 juillet 1977 avec 17,70 m3/s tandis que la hauteur maximale instantanée de 288 cm soit 2,88 m a été observée le 17 mai 1983,.
Le QIX 10 est de 12 m3/s et le QIX 20 est de 14 m3/s, alors que le QIX 2 est de 6,6 m3/s et le QIX 5 de 9,7 m3/s.

### Lame d'eau et débit spécifique
La lame d'eau écoulée dans cette partie du bassin versant de la rivière est de 332 millimètres annuellement, ce qui est dans la moyenne en France. Le débit spécifique (Qsp) atteint 10,5 litres par seconde et par kilomètre carré de bassin.

## Aménagements et écologie
Sur son cours, on rencontre les lieux-dits le Grand Moulin, la Vieille Cure, la Garenne, la Tuilerie et le Bec de Loise. La Loise est régulièrement rempoissonnée en truites de type arc-en-ciel par l'AAPPMA (Association Agréée de Pêche et de Protection du Milieu Aquatique) "la gaule forezienne du canton de Feurs".